# Jemappes
Jemappes (in alcuni testi antichi nota anche come Jemmapes) è una città vallone del Belgio sud-occidentale, in provincia di Hainaut. Dal 1973 è parte della città di Mons. Jemappes è nota per aver dato il nome alla battaglia di Jemappes tra gli eserciti rivoluzionario francese e austriaco nel 1792.
Durante l'occupazione francese del Belgio (1792-1814), fu parte di un dipartimento francese noto come Jemape. Jemappes fu anche teatro di un campo di battaglia nella prima guerra mondiale.